# 石川光親
石川 光親（いしかわ みつちか、安政6年（1860年） - 大正7年（1918年））は、陸奥仙台藩石川氏の末裔。室蘭市の開拓に大きく貢献し、藍綬褒章を授勲した。

## 経歴
陸奥国仙台藩の一門筆頭石川家14代当主となり角田領主となった石川邦光の弟。戊辰戦争で破れ、北海道室蘭郡の支配を邦光が許されたが、邦光が移住に失敗したため、伊達邦成に分割される。明治6年（1873年）、13歳で石川光親が3戸の同志を伴って移住。さらに同14年には、61戸211人が移住してきた。後に農地が狭いなどの理由から、泉麟太郎など7戸24人が夕張郡アノロに移り、現在の栗山町の前身を築いた。
同年9月移住士族に民籍（平民）編入令が出された。旧藩士らの動揺は激しく、泉麟太郎は角田に帰り、団結の核として石川邦光の弟光親の室蘭移住を懇請した。まだ20歳だった光親は慶應義塾に学んでおり、明治9年（1876年）に卒業、各地の小学校教師を勤めたあと明治14年に移住地に入った。